# Les Gets
Les Gets és un municipi francès situat al departament de l'Alta Savoia i a la regió d'Alvèrnia-Roine-Alps. L'any 2007 tenia 1.299 habitants.

## Demografia

### Població
El 2007 la població de fet de Les Gets era de 1.299 persones. Hi havia 572 famílies de les quals 182 eren unipersonals (99 homes vivint sols i 83 dones vivint soles), 170 parelles sense fills, 191 parelles amb fills i 29 famílies monoparentals amb fills.
La població ha evolucionat segons el següent gràfic:
Habitants censats

### Habitatges
El 2007 hi havia 3.433 habitatges, 580 eren l'habitatge principal de la família, 2.817 eren segones residències i 36 estaven desocupats. 1.069 eren cases i 2.347 eren apartaments. Dels 580 habitatges principals, 373 estaven ocupats pels seus propietaris, 157 estaven llogats i ocupats pels llogaters i 50 estaven cedits a títol gratuït; 35 tenien una cambra, 92 en tenien dues, 148 en tenien tres, 167 en tenien quatre i 138 en tenien cinc o més. 531 habitatges disposaven pel capbaix d'una plaça de pàrquing. A 299 habitatges hi havia un automòbil i a 228 n'hi havia dos o més.

### Piràmide de població
La piràmide de població per edats i sexe el 2009 era:
| Homes | Edats   | Dones |
| ----- | ------- | ----- |
| 0     | 95 o +  | 0     |
| 0     | 90 a 94 | 0     |
| 4     | 85 a 89 | 12    |
| 8     | 80 a 84 | 8     |
| 32    | 75 a 79 | 32    |
| 24    | 70 a 74 | 36    |
| 20    | 65 a 69 | 40    |
| 8     | 60 a 64 | 20    |
| 48    | 55 a 59 | 56    |
| 44    | 50 a 54 | 24    |
| 60    | 45 a 49 | 48    |
| 48    | 40 a 44 | 64    |
| 52    | 35 a 39 | 56    |
| 48    | 30 a 34 | 60    |
| 36    | 25 a 29 | 48    |
| 32    | 20 a 24 | 28    |
| 28    | 15 a 19 | 60    |
| 48    | 10 a 14 | 40    |
| 36    | 5 a 9   | 56    |
| 40    | 0 a 4   | 32    |

## Economia
El 2007 la població en edat de treballar era de 898 persones, 740 eren actives i 158 eren inactives. De les 740 persones actives 725 estaven ocupades (383 homes i 342 dones) i 15 estaven aturades (9 homes i 6 dones). De les 158 persones inactives 59 estaven jubilades, 59 estaven estudiant i 40 estaven classificades com a «altres inactius».

### Ingressos
El 2009 a Les Gets hi havia 578 unitats fiscals que integraven 1.312,5 persones, la mediana anual d'ingressos fiscals per persona era de 22.961 €.

### Activitats econòmiques
Dels 518 establiments que hi havia el 2007, 4 eren d'empreses alimentàries, 4 d'empreses de fabricació d'altres productes industrials, 36 d'empreses de construcció, 73 d'empreses de comerç i reparació d'automòbils, 11 d'empreses de transport, 148 d'empreses d'hostatgeria i restauració, 4 d'empreses d'informació i comunicació, 4 d'empreses financeres, 53 d'empreses immobiliàries, 24 d'empreses de serveis, 144 d'entitats de l'administració pública i 13 d'empreses classificades com a «altres activitats de serveis».
Dels 98 establiments de servei als particulars que hi havia el 2009, 1 era una oficina de correu, 3 oficines bancàries, 1 taller de reparació d'automòbils i de material agrícola, 5 paletes, 4 guixaires pintors, 7 fusteries, 3 lampisteries, 2 electricistes, 2 empreses de construcció, 5 perruqueries, 48 restaurants, 16 agències immobiliàries i 1 tintoreria.
Dels 57 establiments comercials que hi havia el 2009, 2 eren botigues de més de 120 m², 6 botiges de menys de 120 m², 4 fleques, 2 carnisseries, 2 llibreries, 8 botigues de roba, 2 botigues d'equipament de la llar, 1 una botiga d'equipament de la llar, 1 una sabateria, 2 botigues de mobles, 24 botigues de material esportiu, 2 perfumeries i 1 una perfumeria.
L'any 2000 a Les Gets hi havia 10 explotacions agrícoles.

## Equipaments sanitaris i escolars
L'únic equipament sanitari que hi havia el 2009 era una farmàcia.
El 2009 hi havia 2 escoles elementals.

## Poblacions més properes
El següent diagrama mostra les poblacions més properes.